# Вольтов столб
Во́льтов сто́лб — устройство, применявшееся на заре электротехники для получения электричества. Изобретение вольтова столба было революционным событием, которое стало основой для появления электротехники. Д. Араго считал вольтов столб «... самым замечательным прибором, когда-либо созданным людьми, не исключая телескопа и паровой машины». В первую треть XIX века он был единственным известным источником электрического тока, став первым источником тока для телеграфных аппаратов. До конца XIX века было изобретено около двухсот разновидностей вольтова столба.

## История
В 1799 году итальянский учёный Алессандро Вольта опустил в банку с кислотой две пластинки — цинковую и медную — и соединил их картонкой. После этого цинковая пластина начала растворяться, а на медной стали выделяться пузырьки газа. Вольта предположил и доказал, что по проволоке протекает электрический ток.
Так был изобретён «элемент Вольта» — первый гальванический элемент. Для удобства Вольта придал ему форму вертикального цилиндра (столба), состоящего из соединённых между собой пластин (дисков) из цинка, меди и сукна, пропитанного кислотой. Вольтов столб высотою в полметра создавал напряжение, чувствительное для человека.
Извещение об открытии Вольта было отправлено 20 марта 1800 года в письме президенту Лондонского Королевского общества Бэнксу. Письмо было доложено 26 июня того же года и произвело сенсацию не только в научном мире. Наполеон пригласил Вольта в Париж, лично присутствовал на демонстрации опыта, осыпал наградами и почестями.
Благодаря этим первым батареям постоянного тока были немедленно сделаны два выдающихся открытия:
- Электролиз. В том же 1800 году Николсон и Карлайл разложили воду на водород и кислород, а Дэви в 1807 году открыл металлический калий.
- Электрическая дуга. В 1803 году физик Василий Петров создал самый мощный в мире вольтов столб, составленный из 4 200 медных и цинковых кругов и развивающий напряжение до 1700 вольт. С помощью этого прибора ему удалось открыть такое важное явление, как электрическая дуга, применяемая в электросварке; а в армии стал применяться электрический запал для подрыва пороха.

Однако элемент имеет недостаток: задолго до химического истощения компонентов происходит поляризация положительного электрода из-за окружения его пузырьками или слоем водорода, и внутреннее сопротивление чрезмерно увеличивается. Поэтому непосредственно такой классический элемент в широкое потребление не пошёл, оставшись в экспериментальном поле. На практике потребовался другой подход, и был создан элемент Лекланше.